# Samtgemeinde Sittensen
La comunità amministrativa di Sittensen (Samtgemeinde Sittensen) si trova nel circondario di Rotenburg (Wümme) nella Bassa Sassonia, in Germania.

## Suddivisione
Comprende 9 comuni:
1. Groß Meckelsen
2. Hamersen
3. Kalbe
4. Klein Meckelsen
5. Lengenbostel
6. Sittensen
7. Tiste
8. Vierden
9. Wohnste

Il capoluogo è Sittensen.